# Jan Stejskal
Jan Stejskal (ur. 15 stycznia 1962 w Brnie) - były czeski piłkarz, występujący na pozycji bramkarza.
W Reprezentacją Czechosłowacji i później Czech latach 1986–1994 rozegrał 31 meczów wystąpił na Mistrzostwach Świata 1990.
W sezonie 1999/00 był trenerem bramkarzy Slavii Praga.Od 2000 pełni tę funkcję w Sparcie Praga, a od 2002 w reprezentacji Czech.

## Sukcesy piłkarskie
- Mistrzostwo Czech (1984, 1985, 1987, 1988, 1989, 1990)
- Mistrzostwo Czech (1996)
- Zwycięstwo w Pucharze Czechosłowacji (1984, 1988, 1989)
- Zwycięstwo w Pucharze Czech (1997)